# Велоспорт на летних Олимпийских играх 2000 — гит с места на 1 километр (мужчины)
Соревнования в гите с места на 1 км по велоспорту среди мужчин на летних Олимпийских играх 2000 прошли 16 сентября. Приняли участие 16 спортсменов из 15 стран. Победитель этой дисциплины на предыдущих Олимпийских играх француз Флориан Руссо в соревнованиях участия не принимал.
Все чемпионаты мира в гите с места в период с 1995 года по 2000 год выигрывали только два спортсмена — австралиец Шейн Келли и француз Арно Турнан. И в этот раз все специалисты сходились во мнении, что чемпионское звание разыграют именно эти два велогонщика. Но сенсационную победу одержал британец Джейсон Куэлли, который обновил свой личный рекорд на 1,6 с.

## Призёры
| Золото                        | Серебро               | Бронза               |
| Джейсон Куэлли Великобритания | Штефан Нимке Германия | Шейн Келли Австралия |

## Рекорды
| Мировой рекорд     | Арно Турнан (FRA)   | 1:00,148 с | Мехико, Мексика | 16 июня 2000 |
| Олимпийский рекорд | Флориан Руссо (FRA) | 1:02,712 с | Атланта, США    | 24 июля 1996 |

Во время соревнований в этой дисциплине был установлен олимпийский рекорд:
| Дата        | Спортсмен      | Страна         | Время    | Рекорд |
| ----------- | -------------- | -------------- | -------- | ------ |
| 16 сентября | Джейсон Куэлли | Великобритания | 1:01,609 | OR     |

## Соревнование
| Место | Спортсмены                | Время         | Отставание |
| ----- | ------------------------- | ------------- | ---------- |
| 1     | Джейсон Куэлли (GBR)      | 1:01,609 (ОR) | +0:00      |
| 2     | Штефан Нимке (GER)        | 1:02,487      | +0,878     |
| 3     | Шейн Келли (AUS)          | 1:02,818      | +1,209     |
| 4     | Сёрен Лаусберг (GER)      | 1:02,937      | +1,328     |
| 5     | Арно Турнан (FRA)         | 1:03,023      | +1,414     |
| 6     | Димитриос Георгалис (GRE) | 1:04,018      | +2,409     |
| 7     | Гжегож Крейнер (POL)      | 1:04,156      | +2,547     |
| 8     | Гарен Блох (RSA)          | 1:04,478      | +2,869     |
| 9     | Нарихиро Инамура (JPN)    | 1:05,085      | +3,476     |
| 10    | Хулио Сезар Эррера (CUB)  | 1:05,537      | +3,928     |
| 11    | Мэтт Синтон (NZL)         | 1:05,706      | +4,097     |
| 12    | Джим Фишер (CAN)          | 1:05,835      | +4,226     |
| 13    | Мартин Полак (CZE)        | 1:05,851      | +4,242     |
| 14    | Джонас Карни (USA)        | 1:05,968      | +4,359     |
| 15    | Давид Кабреро (ESP)       | 1:07,710      | +6,101     |
| 16    | Гвидо Миезис (LAT)        | 1:08,113      | +6,504     |